# Víctimes immortals (cançó)
La cançó Víctimes immortals és una marxa fúnebre en honor dels morts de la Revolució Russa de 1905. El text rus és de W. G. Arkhangelsky i la música s'ha atribuït al compositor Nicolai Ikonikow.
Es tracta d'una de les cançons polítiques més conegudes del moviment obrer. Dmitri Xostakóvitx va citar la melodia en el tercer moviment de la seva onzena Simfonia i també és present en el quart moviment del Concert fúnebre de Karl Amadeus Hartmann.